# 湖水爆発
湖水爆発（こすいばくはつ、Limnic eruption）とは、火山湖から二酸化炭素やメタンガスが流れ出ることにより周辺に被害を与えるものである。カメルーンのニオス湖とモヌン湖で発生した事例があり、コンゴとルワンダにまたがるキブ湖も同様の性質を持つため発生の危険がある。

## 原理
何らかの形で噴火口を塞がれた火山口に水がたまることにより、火山湖が形成される。しかし、火山が活動をしているために二酸化炭素が塞がれた噴火口を通して火山湖内へ噴出、これが火山湖の水に吸収され湖水の二酸化炭素濃度が高まる。このような大量に二酸化炭素を含む湖から小噴火や湖水の二酸化炭素濃度の飽和、火口部の崩壊といったきっかけにより、濃い二酸化炭素が火口より山麓へ流出する現象が湖水爆発である。これによって二酸化炭素中毒が発生するほど大気中の二酸化炭素濃度が高くなった地域では人や家畜などが死ぬか、健康障害を被ることがある。

## 事例
1986年、カメルーンのニオス湖ではこの湖水爆発の発生により谷沿いの3つの村で1746人が二酸化炭素中毒、または酸欠で死亡した。
現在もニオス湖では二酸化炭素がたまり続けているが、パイプを深度95mまで差込んで水をくみ上げることにより深層湖水を噴出させ、人工脱ガスを行っている。

## 参考資料
- 熱帯深湖の深水層擾乱機構に関する湖沼物理学的研究 Stability in Hypolimnion of Deep Rift Lkes, East Africa （1990年） 中尾欣四郎 北海道大学・理学部・教授